# Séchault
Séchault est une commune française, située dans le département des Ardennes en région Grand Est.

## Géographie
| Monthois Marvaux-Vieux   | Challerange     | Montcheutin               |
| Ardeuil-et-Montfauxelles | Séchault        | Bouconville               |
|                          | Gratreuil Marne | Fontaine-en-Dormois Marne |

Sur le territoire actuel de la commune, il y avait le moulin de l'ancien village d'Avesgres.

### Hydrographie
La commune est dans la région hydrographique « la Seine du confluent de l'Oise (inclus) à l'embouchure » au sein du bassin Seine-Normandie. Elle est drainée par le ruisseau d'Alin, le ruisseau des Sugnons et le Fossé d'Ivrogne,.
Le ruisseau d'Alin, d'une longueur de 17 km, prend sa source dans la commune d'Aure et se jette  dans l'Aisne à Brécy-Brières, après avoir traversé huit communes. 

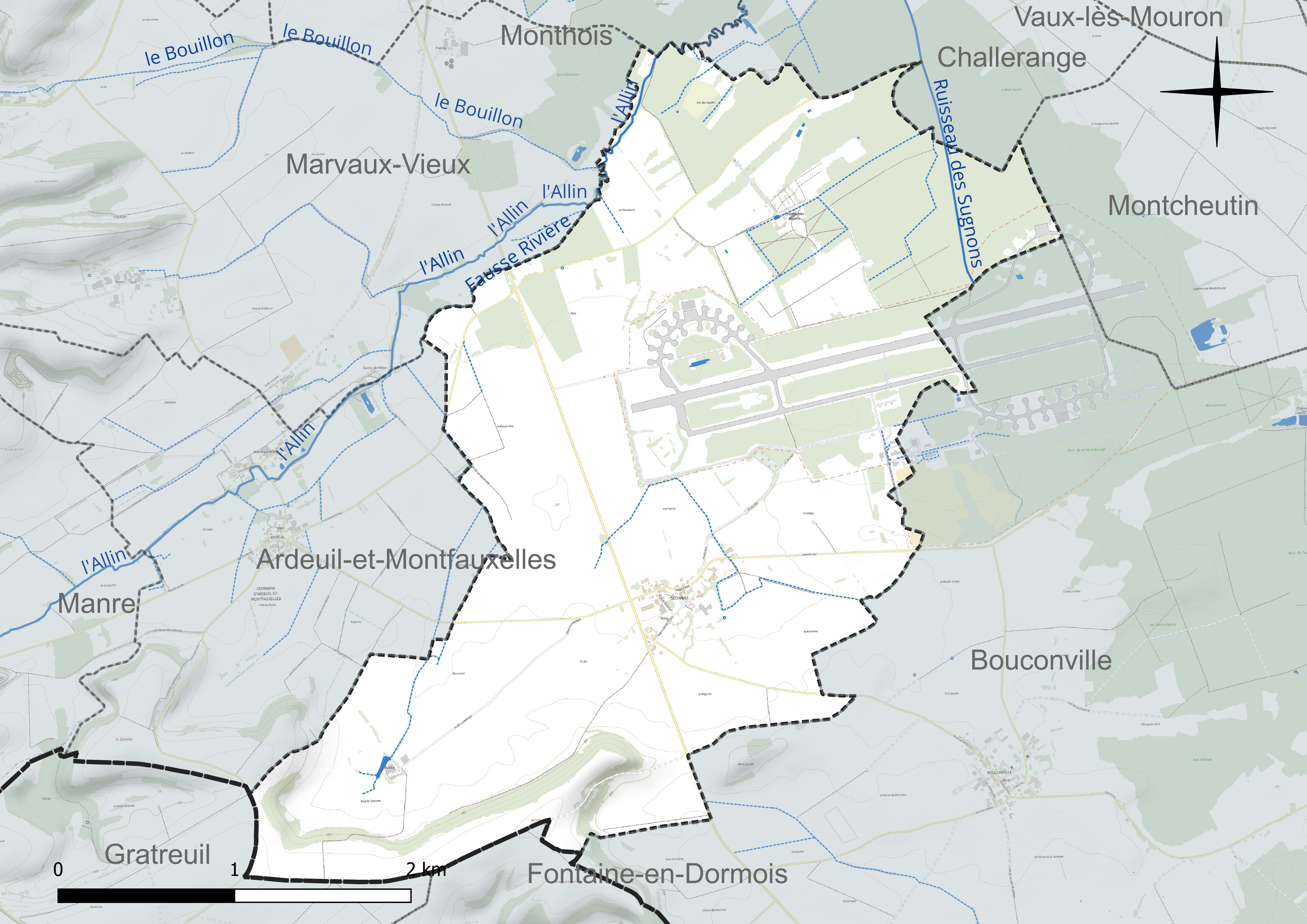
Réseau hydrographique de Séchault.

### Climat
Pour des articles plus généraux, voir Climat du Grand Est et Climat des Ardennes.
En 2010, le climat de la commune est de type climat des marges montargnardes, selon une étude du Centre national de la recherche scientifique s'appuyant sur une série de données couvrant la période 1971-2000. En 2020, Météo-France publie une typologie des climats de la France métropolitaine dans laquelle la commune est exposée à un climat océanique altéré et est dans la région climatique  Nord-est du bassin Parisien, caractérisée par un ensoleillement médiocre, une pluviométrie moyenne régulièrement répartie au cours de l’année et un hiver froid (3 °C). 
Pour la période 1971-2000, la température annuelle moyenne est de 10,4 °C, avec une amplitude thermique annuelle de 15,6 °C. Le cumul annuel moyen de précipitations est de 809 mm, avec 12,7 jours de précipitations en janvier et 8,9 jours en juillet. Pour la période 1991-2020, la température moyenne annuelle observée sur la station météorologique de Météo-France la plus proche, « Montcheutin_sapc », sur la commune de Montcheutin à 7 km à vol d'oiseau, est de 11,0 °C et le cumul annuel moyen de précipitations est de 721,9 mm. 
La température maximale relevée sur cette station est de 41,2 °C, atteinte le 25 juillet 2019 ; la température minimale est de −15,5 °C, atteinte le 20 décembre 2009,,. 
Les paramètres climatiques de la commune ont été estimés pour le milieu du siècle (2041-2070) selon différents scénarios d'émission de gaz à effet de serre à partir des nouvelles projections climatiques de référence DRIAS-2020. Ils sont consultables sur un site dédié publié par Météo-France en novembre 2022.

## Urbanisme

### Typologie
Au 1er janvier 2024, Séchault est catégorisée commune rurale à habitat dispersé, selon la nouvelle grille communale de densité à 7 niveaux définie par l'Insee en 2022.
Elle est située hors unité urbaine. Par ailleurs la commune fait partie de l'aire d'attraction de Vouziers, dont elle est une commune de la couronne,. Cette aire, qui regroupe 45 communes, est catégorisée dans les aires de moins de 50 000 habitants,.

### Occupation des sols
L'occupation des sols de la commune, telle qu'elle ressort de la base de données européenne d’occupation biophysique des sols Corine Land Cover (CLC), est marquée par l'importance des territoires agricoles (69,7 % en 2018), en diminution par rapport à 1990 (72,4 %). La répartition détaillée en 2018 est la suivante : 
terres arables (37 %), prairies (28 %), forêts (12,9 %), zones industrielles ou commerciales et réseaux de communication (12,7 %), zones agricoles hétérogènes (4,7 %), zones urbanisées (2,3 %), milieux à végétation arbustive et/ou herbacée (2,3 %). L'évolution de l’occupation des sols de la commune et de ses infrastructures peut être observée sur les différentes représentations cartographiques du territoire : la carte de Cassini (XVIIIe siècle), la carte d'état-major (1820-1866) et les cartes ou photos aériennes de l'IGN pour la période actuelle (1950 à aujourd'hui).

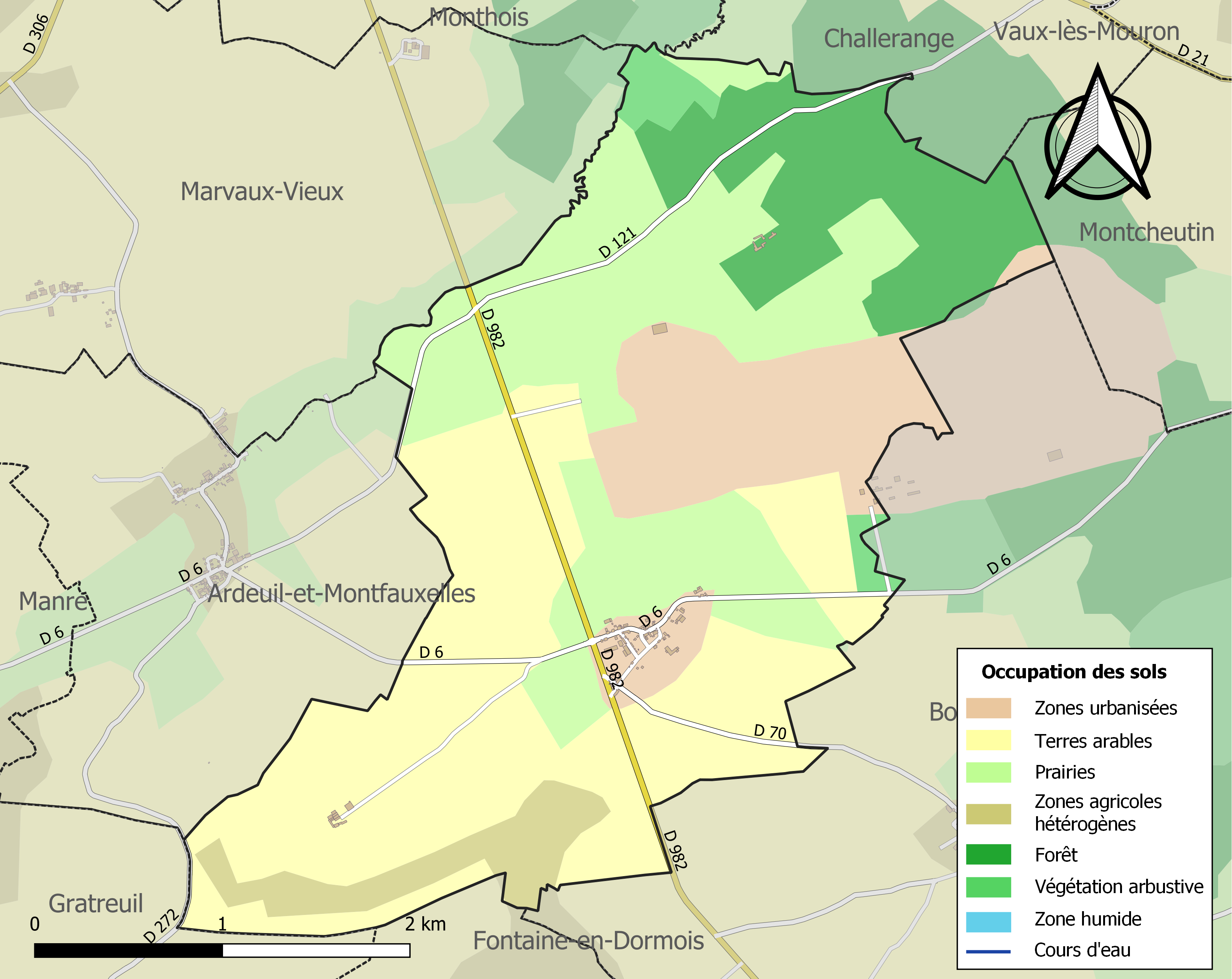
Carte des infrastructures et de l'occupation des sols de la commune en 2018 (CLC).

## Toponymie
Le nom de la localité est attesté sous les formes Séchault en 407, « Feodum apud Sechau, et de feodo ilio sunt homines sui » entre 1222 et 1243, ecclesia de Sichaut avant 1312.
Auguste Longnon et Hermann Gröhler traduit ce toponyme par Siccus Salix, le « Saule sec » ; Albert Dauzat et Charles Rostaing par probablement « sec, chaud ».

Cette hypothèse avait suscité du scepticisme, s'étonnant que le saule pût être associé à la notion de sécheresse ; or, cette association est explicitement attestée dans les formes anciennes de Saulces-Monclin parmi lesquelles on trouve les formes Sicca Salda en 1205 et Sauce la Seche en 1322, ce qui renforce considérablement la vraisemblance de l'explication.

## Histoire
La ville abrite une stèle en la mémoire de l'engagement pendant la Première Guerre mondiale de l'unité américaine du 15e régiment de la garde nationale de New York dit les Harlem Hellfighters.

## Politique et administration
| Période                                  | Période    | Identité     | Étiquette | Qualité                |
| ---------------------------------------- | ---------- | ------------ | --------- | ---------------------- |
| avant 1875                               | après 1879 | Barbeaux     |           |                        |
| mars 2001                                | mai 2020   | Didier Lange |           | Agriculteur exploitant |
| mai 2020                                 | en cours   | René Salez   |           | Ancien cadre           |
| Les données manquantes sont à compléter. |            |              |           |                        |

## Démographie
L'évolution du nombre d'habitants est connue à travers les recensements de la population effectués dans la commune depuis 1793. Pour les communes de moins de 10 000 habitants, une enquête de recensement portant sur toute la population est réalisée tous les cinq ans, les populations de référence des années intermédiaires étant quant à elles estimées par interpolation ou extrapolation. Pour la commune, le premier recensement exhaustif entrant dans le cadre du nouveau dispositif a été réalisé en 2004.

En 2022, la commune comptait 60 habitants, en évolution de −4,76 % par rapport à 2016 (Ardennes : −2,97 %, France hors Mayotte : +2,11 %).
| 1793 | 1800 | 1806 | 1821 | 1831 | 1836 | 1841 | 1846 | 1851 |
| ---- | ---- | ---- | ---- | ---- | ---- | ---- | ---- | ---- |
| 246  | 313  | 303  | 309  | 340  | 342  | 378  | 338  | 352  |

| 1866 | 1872 | 1876 | 1881 | 1886 | 1891 | 1896 | 1901 | 1906 |
| ---- | ---- | ---- | ---- | ---- | ---- | ---- | ---- | ---- |
| 327  | 316  | 280  | 226  | 214  | 234  | 226  | 194  | 197  |

| 1911 | 1921 | 1926 | 1931 | 1936 | 1946 | 1954 | 1962 | 1968 |
| ---- | ---- | ---- | ---- | ---- | ---- | ---- | ---- | ---- |
| 190  | 173  | 132  | 152  | 145  | 86   | 194  | 104  | 77   |

| 1975 | 1982 | 1990 | 1999 | 2004 | 2006 | 2009 | 2014 | 2019 |
| ---- | ---- | ---- | ---- | ---- | ---- | ---- | ---- | ---- |
| 59   | 65   | 57   | 59   | 83   | 82   | 66   | 63   | 59   |

| 2022 | - | - | - | - | - | - | - | - |
| ---- | - | - | - | - | - | - | - | - |
| 60   | - | - | - | - | - | - | - | - |

## Lieux et monument
- L'église Saint-Remi inscrit au titre des monuments historiques en 1926[26].
- Le château des Rosiers inscrit et classé au titre des monuments historiques en 1956[27].
- Séchault est le site d'une ancienne base aérienne dénommée Vouziers-Séchault construite à l'origine pour être une base de desserrement (DOB-Dispersed Operating Bases) pour les forces aériennes américaines de l'USAFE (US Air Force in Europe), notamment celle d'Etain-Rouvres, base principale qui était chargée de sa garde et de son entretien. Elle est supposée pouvoir accueillir trois escadrons, soit au total une cinquantaine de chasseurs, ce qui explique les trois "marguerites" dispersals qui l'entourent. La construction commence en 1953 et s'achève en 1957, date à laquelle le détachement n° 2 du 49th Airbase Group d'Etain-Rouvres le prend en compte. Seuls les bâtiments techniques et les casernements sont construits aucune famille de militaire n'étant amenée à vivre sur place. Le terrain est utilisé notamment par les F86F puis les F100D du 388th Fighter Bomber Wing, les F100 D et F du 49th Fighter Wing. La base est désactivée le 1er septembre 1959 et le site est maintenu et gardé par le détachement n° 6 du 7514th Support Squadron. Il est repris en compte par l'armée de l'air française en mars 1967 puis déclassé en 1969. L'armée de terre le prend alors en compte comme zone d'exercice par le 15e régiment du génie de l'air. En 1992, il est repris en compte par la base aérienne 112 de Reims, réhabilité comme plateforme aérienne, Il est utilisé comme terrain d'entrainement provisoire. Il est aujourd'hui occupé par le détachement de la sous-direction du Génie de l'Air 05.565 de Vouziers-Séchault, détachement rattaché pour son administration au 25e Régiment du Génie de l'Air, stationné à Istres (Bouches-du-Rhône).